# Mistrzostwa Austrii w Lekkoatletyce 1922
Mistrzostwa Austrii w Lekkoatletyce 1922 – zawody lekkoatletyczne, które odbyły się 15 i 16 lipca 1922 w Wiedniu.

## Rezultaty

### Mężczyźni
| Konkurencja:                    | 1. miejsce           | Rezultat |
| Bieg na 100 metrów              | Fritz Schedl         | 11,1     |
| Bieg na 200 metrów              | Ulrich Lederer       | 22,8     |
| Bieg na 400 metrów              | Ulrich Lederer       | 53,0     |
| Bieg na 800 metrów              | Ferdinand Friebe     | 2:05,0   |
| Bieg na 1500 metrów             | Ferdinand Friebe     | 4:19,2   |
| Bieg na 5000 metrów             | Rudolf Haidegger     | 16:25,0  |
| Bieg na 110 metrów przez płotki | Alexander Weilheim   | 16,2     |
| Skok wzwyż                      | Richard Haselsteiner | 1,75     |
| Skok o tyczce                   | Richard Haselsteiner | 3,28     |
| Skok w dal                      | Otto Egger           | 7,05     |
| Pchnięcie kulą                  | Hans Volckmar        | 11,56    |
| Rzut dyskiem                    | Eduard Klambauer     | 38,25    |
| Rzut oszczepem                  | Heinrich Gross       | 47,55    |
| Chód na 5000 metrów             | Rudolf Kühnel        | 24:30,5  |

### Kobiety
| Konkurencja:          | 1. miejsce        | Rezultat |
| Bieg na 100 metrów    | Maria Hirschprich | 14,4     |
| Bieg na 300 metrów    | Hilde Lahr        | 47,9     |
| Skok wzwyż            | Reserl Färber     | 1,28     |
| Skok w dal            | Anni Wallner      | 4,60     |
| Pchnięcie kulą (5 kg) | Thea Piwetz       | 7,05     |
| Rzut dyskiem (1,5 kg) | Anna Hestera      | 20,05    |

#### Bieg przełajowy mężczyzn
Mistrzostwa w przełajach rozegrano w Wiedniu, na dystansie około 10 kilometrów.
| Konkurencja:                | 1. miejsce     | Rezultat |
| Bieg przełajowy (Ok. 10 km) | Franz Opfolder | 36:34    |

#### Bieg na 25 kilometrów mężczyzn
Mistrzostwa w biegu ulicznym na 25 km rozegrano 21 maja 1922 w Wiedniu.
| Konkurencja:          | 1. miejsce  | Rezultat |
| Bieg na 25 kilometrów | Josef Franz | 1:52:00  |

#### Bieg maratoński mężczyzn
Mistrzostwa w maratonie rozegrano 11 czerwca 1922 w Wiedniu.
| Konkurencja:    | 1. miejsce  | Rezultat  |
| Bieg maratoński | Josef Franz | 4:21:11,6 |